# Quadrilatère circonscriptible

Un quadrilatère circonscriptible avec son cercle inscrit

En géométrie euclidienne, un quadrilatère circonscriptible (ou quadrilatère tangentiel) est un quadrilatère convexe pour lequel il existe un cercle inscrit, c'est-à-dire un cercle situé à l'intérieur du quadrilatère et tangent à chacun de ses quatre côtés,,,,. On dit alors que le quadrilatère circonscrit son cercle inscrit. Un quadrilatère circonscriptible est un cas particulier de polygone circonscriptible.
Contrairement aux triangles, qui admettent toujours un cercle inscrit, les quadrilatères ne sont pas systématiquement circonscriptibles. Par exemple, parmi les rectangles, seuls les carrés ont un cercle inscrit ; un rectangle ayant des côtés consécutifs de longueurs différentes n'est pas circonscriptible. Des conditions nécessaires et suffisantes pour qu'un quadrilatère soit circonscriptible sont détaillées ci-dessous.

## Exemples

Tous les losanges ont un cercle inscrit.

Les cerfs-volants (y compris les losanges et les carrés) sont des quadrilatères circonscriptibles. Les cerfs-volants sont d'ailleurs les quadrilatères qui sont à la fois orthodiagonaux et circonscriptibles.
Les trapèzes peuvent aussi être circonscriptibles.
Un quadrilatère circonscriptible peut être également inscriptible, c'est-à-dire que ses quatre sommets appartiennent à un même cercle, le cercle circonscrit. Un tel quadrilatère est dit bicentrique et admet donc à la fois un cercle inscrit et un cercle circonscrit. Par exemple, les cerfs-volants droits (ayant deux angles droits opposés) et les trapèzes circonscriptibles isocèles  sont bicentriques.

## Caractérisations par les longueurs
Dans un quadrilatère circonscriptible, les quatre bissectrices des angles sont concourantes au centre du cercle inscrit. Réciproquement, un quadrilatère convexe dans lequel les quatre bissectrices sont concourantes est circonscriptible et leur point d'intersection est le centre du cercle inscrit,.
Le théorème de Pitot caractérise les quadrilatères circonscriptibles par les sommes des longueurs des côtés deux à deux opposés, qui sont égales entre elles, et égales au demi-périmètre s du quadrilatère. En notant a, b, c et d les longueurs successives des côtés, on a :
{\displaystyle a+c=b+d={\frac {a+b+c+d}{2}}=s.}
Réciproquement, tout quadrilatère convexe vérifiant a + c = b + d  est nécessairement circonscriptible,,.
Si les côtés opposés d'un quadrilatère convexe ABCD (qui n'est pas un trapèze) se coupent en E et F, alors il est circonscriptible si et seulement si au moins l'une des deux équations suivantes est vraie :
{\displaystyle \displaystyle BE+BF=DE+DF}
ou
{\displaystyle \displaystyle AE-EC=AF-FC.}
Cette dernière équation est proche de l'une des équations du théorème d'Urquhart, à ceci près que dans ce dernier l'équation relie les sommes des longueurs et non leur différence.

Un quadrilatère circonscriptible (en bleu) avec son cercle inscrit (ligne pointillée) et les quatre cercles extérieurs tangents (en rouge), chacun tangent à un côté donné et aux prolongements des deux côtés adjacents.

Un quadrilatère convexe ABCD est circonscriptible si et seulement si les cercles inscrits dans les deux triangles ABC et ADC sont tangents l'un à l'autre.
Une caractérisation par les angles entre la diagonale BD et les quatre côtés d'un quadrilatère ABCD, affirme qu'un quadrilatère est circonscriptible si et seulement si les angles vérifient : 
{\displaystyle \tan {\frac {\widehat {ABD}}{2}}\cdot \tan {\frac {\widehat {BDC}}{2}}=\tan {\frac {\widehat {ADB}}{2}}\cdot \tan {\frac {\widehat {DBC}}{2}}.}
De plus, un quadrilatère convexe de côtés de longueurs a, b, c, d  est circonscriptible si et seulement si
{\displaystyle R_{a}R_{c}=R_{b}R_{d}}
où Ra, Rb, Rc, Rd sont les rayons des cercles extérieurs tangents au côté de longueurs respectives a, b, c, d  et aux prolongements des deux côtés adjacents.

## Points de contacts et cordes correspondantes

Un quadrilatère inscriptible (en bleu) et son quadrilatère de contact (en vert), les deux cordes de contact (en rouge) et les huit distances de contact (en noir).

Le cercle inscrit est tangent aux quatre côtés en quatre points de contact. Le quadrilatère formé par ces quatre points est appelé quadrilatère de contact.
Dans un quadrilatère circonscriptible, les longueurs des segments de contact reliant un sommet aux points de contact entre les côtés et le cercle inscrit sont appelées distances de contact (notées e, f, g, h dans la figure de droite). Les deux distances de contact associées à un même sommet sont égales.
Les deux cordes de contact (notées k et l sur la figure) sont les segments qui relient les points de contact des côtés opposés. Ce sont aussi les diagonales du quadrilatère de contact.

## Aire

### Formules non trigonométriques
L'aire S d'un quadrilatère circonscriptible est donnée par
{\displaystyle \displaystyle S=r\cdot s,}
où s est le demi-périmètre et r est le rayon du cercle inscrit . Une autre formule est
{\displaystyle \displaystyle S={\tfrac {1}{2}}{\sqrt {p^{2}q^{2}-(ac-bd)^{2}}}}
où l'aire est exprimée en fonction des longueurs des diagonales p, q et des côtés a, b, c, d du quadrilatère.
L'aire d'un  peut également être calculée à partir des quatre distances de contact e, f, g, h ;  le quadrilatère a alors pour aire :
{\displaystyle \displaystyle S={\sqrt {(e+f+g+h)(efg+fgh+ghe+hef)}}.}
Il existe également une formule d'aire faisant intervenir à la fois les longueurs des côtés a, b, c, d et les distances de contact e, f, g, h  : 
{\displaystyle S={\sqrt {abcd-(eg-fh)^{2}}}.}
Or, on a eg = fh si et seulement si le quadrilatère circonscriptible est également inscriptible. On en conclut que, à longueurs de côtés données, un quadrilatère circonscriptible d'aire maximale est bicentrique, et son aire est égale à {\displaystyle {\sqrt {abcd}}}.

### Formules trigonométriques
Une formule trigonométrique donne l'aire en fonction des longueurs des côtés a, b, c, d et d'une paire d'angles opposés,, : 
{\displaystyle \displaystyle S={\sqrt {abcd}}\;\sin {\frac {{\hat {A}}+{\hat {C}}}{2}}={\sqrt {abcd}}\;\sin {\frac {{\hat {B}}+{\hat {D}}}{2}},}
où {\displaystyle {\hat {A}}} est l'angle formé par les côtés concourant au sommet A, {\displaystyle {\hat {B}}} est l'angle en B, etc.
On retrouve le résultat précédent concernant le quadrilatère circonscriptible d'aire maximale qui est également inscriptible puisque le sinus vaut 1 si les angles opposés sont supplémentaires.
Il existe une autre formule pour l'aire d'un quadrilatère circonscriptible ABCD faisant intervenir deux angles opposés et les distances entre les sommets et le centre I du cercle inscrit
{\displaystyle S=\left(IA\cdot IC+IB\cdot ID\right)\sin {\frac {{\hat {A}}+{\hat {C}}}{2}}}
L'aire peut alors s'écrire en fonction de deux côtés adjacents et deux angles opposés: 
{\displaystyle S=ab\sin {\frac {\hat {B}}{2}}\csc {\frac {\hat {D}}{2}}\sin {\frac {{\hat {B}}+{\hat {D}}}{2}}.}
Ou encore, en fonction des longueurs des côtés et de l'angle θ entre les diagonales
{\displaystyle S={\tfrac {1}{2}}|(ac-bd)\tan {\theta }|,}
Cette formule n'est valable que si les diagonales ne forment pas un angle droit (sans quoi la tangente n'est pas définie)

### Inégalités
Comme vu plus haut, l'aire d'un quadrilatère circonscriptible de côtés a, b, c, d vérifie
{\displaystyle S\leqslant {\sqrt {abcd}}}
l'égalité étant valable si et seulement si c'est un quadrilatère bicentrique.
Le demi-périmètre s du quadrilatère vérifie quant à lui
{\displaystyle s\geqslant 4r}
où r est le rayon du cercle inscrit. Il y a égalité si et seulement si le quadrilatère est un carré. Puisqu'on a S = rs on a l'inégalité
{\displaystyle S\geqslant 4r^{2}}
où l'égalité est vraie si et seulement si le quadrilatère est un carré.

### Propriétés de partitions

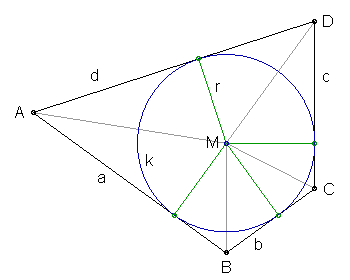
Quadrilatère circonscriptible et son cercle inscrit de rayon r

Les quatre segments joignant le centre du cercle inscrit aux points de contact divisent le quadrilatère en quatre cerfs-volants droits.
Si une droite coupe un quadrilatère circonscriptible en deux polygones d' aires égales et de périmètres égaux, alors cette droite passe par le centre du cercle inscrit.

## Rayon du cercle inscrit
Le rayon r du cercle inscrit dans un quadrilatère circonscriptible de côtés a, b, c, d est donné par :
{\displaystyle r={\frac {S}{s}}={\frac {S}{a+c}}={\frac {S}{b+d}}}
où S est l'aire du quadrilatère et s son demi-périmètre. Le rayon r est également maximal (à longueur de côtés donnés) si et seulement si le quadrilatère est bicentrique.
Le rayon du cercle inscrit peut également s'écrire en fonction des distances de contact e, f, g, h définies plus haut
{\displaystyle \displaystyle r={\sqrt {\frac {efg+fgh+ghe+hef}{e+f+g+h}}}.}
On dispose également d'une expression du rayon en fonction des distances entre le centre du cercle I et les sommets du quadrilatère circonscriptible ABCD .  En posant u = AI, v = BI, x = CI et y = DI, on a alors
{\displaystyle r=2{\sqrt {\frac {(\sigma -uvx)(\sigma -vxy)(\sigma -xyu)(\sigma -yuv)}{uvxy(uv+xy)(ux+vy)(uy+vx)}}}}
où {\displaystyle \sigma ={\tfrac {1}{2}}(uvx+vxy+xyu+yuv)}. 
Si les cercles inscrits dans les triangles ABC, BCD, CDA, DAB ont pour rayons {\displaystyle r_{1},r_{2},r_{3},r_{4}} respectivement, alors le rayon du cercle inscrit au quadrilatère circonscriptible ABCD est donné par
{\displaystyle r={\frac {G+{\sqrt {G^{2}-4r_{1}r_{2}r_{3}r_{4}(r_{1}r_{3}+r_{2}r_{4})}}}{2(r_{1}r_{3}+r_{2}r_{4})}}}
où {\displaystyle G=r_{1}r_{2}r_{3}+r_{2}r_{3}r_{4}+r_{3}r_{4}r_{1}+r_{4}r_{1}r_{2}}.

## Formules d'angles
Les angles au sommets A,B,C,D d'un quadrilatère circonscriptible peuvent également s'écrire en fonction des distances de contact e, f, g, h
{\displaystyle \sin {\frac {\hat {A}}{2}}={\sqrt {\frac {efg+fgh+ghe+hef}{(e+f)(e+g)(e+h)}}},}
{\displaystyle \sin {\frac {\hat {B}}{2}}={\sqrt {\frac {efg+fgh+ghe+hef}{(f+e)(f+g)(f+h)}}},}
{\displaystyle \sin {\frac {\hat {C}}{2}}={\sqrt {\frac {efg+fgh+ghe+hef}{(g+e)(g+f)(g+h)}}},}
{\displaystyle \sin {\frac {\hat {D}}{2}}={\sqrt {\frac {efg+fgh+ghe+hef}{(h+e)(h+f)(h+g)}}}.}
L'angle φ entre les cordes de tangence k et l est donné par 
{\displaystyle \sin {\varphi }={\sqrt {\frac {(e+f+g+h)(efg+fgh+ghe+hef)}{(e+f)(f+g)(g+h)(h+e)}}}.}

## Diagonales
Les longueurs des diagonales p = AC et q = BD ont également une expression en fonction des distances de contact e, f, g et h associées aux sommets A,B,C et D du quadrilatère circonscriptible
{\displaystyle \displaystyle p={\sqrt {{\frac {e+g}{f+h}}{\Big (}(e+g)(f+h)+4fh{\Big )}}},}
{\displaystyle \displaystyle q={\sqrt {{\frac {f+h}{e+g}}{\Big (}(e+g)(f+h)+4eg{\Big )}}}.}

## Cordes de contact
Si e, f, g et h sont les distances de contact d'un quadrilatère circonscriptible, les longueurs des cordes de constact sont
{\displaystyle \displaystyle k={\frac {2(efg+fgh+ghe+hef)}{\sqrt {(e+f)(g+h)(e+g)(f+h)}}},}
{\displaystyle \displaystyle l={\frac {2(efg+fgh+ghe+hef)}{\sqrt {(e+h)(f+g)(e+g)(f+h)}}}}
où la corde de contact de longueur k relie les côtés de longueurs a = e + f et c = g + h, et celle de longueur l relie les côtés de longueurs b = f + g et d = h + e.
Le rapport des carrés des longueurs des cordes de contact est égal au rapport des longueurs des côtés opposés correspondants.
{\displaystyle {\frac {k^{2}}{l^{2}}}={\frac {bd}{ac}}.}
Les deux cordes de contact
- sont perpendiculaires si et seulement si le quadrilatère circonscriptible a aussi un cercle circonscrit (c'est-à-dire s'il est bicentrique)[6].
- ont des longueurs égales si et seulement si le quadrilatère est un cerf-volant[17].

La corde de contact entre les côtés [AB] et [CD] dans un quadrilatère circonscriptible ABCD est plus longue que celle entre les côtés [BC] et [DA] si et seulement si la bimédiane entre les côtés [AB] et [CD] est plus courte que celle entre les côtés [BC] et [DA].
Si le quadrilatère circonscriptible ABCD a pour points de contact W sur [AB] et Y sur [CD], et si la corde de contact [WY] coupe la diagonale [BD] en M, alors le rapport des longueurs des segments tangents {\displaystyle {\tfrac {BW}{DY}}} est égal au rapport {\displaystyle {\tfrac {BM}{DM}}} des longueurs des segments de diagonale [BD]. 

## Alignement de points

Construction de la droite de Newton (en rouge) dans un quadrilatère circonscriptible (en bleu) : le centre du cercle inscrit, les milieux des diagonales et le milieu du segment JK reliant les points d'intersections des côtés opposés sont alignés.

Soient M1 et M2 respectivement les milieux des diagonales [AC]  et [BD]  d'un quadrilatère circonscriptible ABCD,  I, et si les paires de côtés opposés se rencontrent en J et K avec M3 étant le milieu de JK, alors les points M3, M1, I et M2 sont alignés. La droite qui les contient est la droite de Newton du quadrilatère.

Alignement des orthocentres (en rose) des triangles constitué par les sommets du quadrilatère ABCD et le centre du cercle inscrit I, et le point P d'intersection des diagonales (en vert).

Soient J et K les points d'intersection des prolongements des côtés opposés du quadrilatère circonscriptible ; et L et M  les prolongements des côtés opposés de son quadrilatère de contact. Alors les quatre points J, L, K et M sont alignés.
Soient T1, T2, T3, T4 les points de contact respectifs entre le cercle inscrit et les côtés [AB] , [BC] , [CD]  et [DA]  ; et soient N1, N2, N3, N4 leurs conjugués isotomiques respectifs par rapport aux côtés correspondants (c'est-à-dire que N1 est le point du segment [AB]  tel que AT1 = N1B et ainsi de suite). On définit alors le point de Nagel du quadrilatère comme l'intersection des segments [N1N3] et [N2N4]. Ces deux segments coupent le périmètre du quadrilatère en deux parties égales. Le point de Nagel N, le centre de gravité G et le centre du cercle inscrit I sont alignés dans cet ordre, et on a de plus NG = 2GI. Cette droite s'appelle la droite de Nagel du quadrilatère.
Soit un quadrilatère ABCD circonscriptible dont le cercle inscrit a pour centre centre I et dont les diagonales se coupent en P, soient H1, H2, H3, H4 les orthocentres respectifs des triangles AIB, BIC, CID et DIA . Alors les points P, H1, H2, H3, H4 sont alignés.

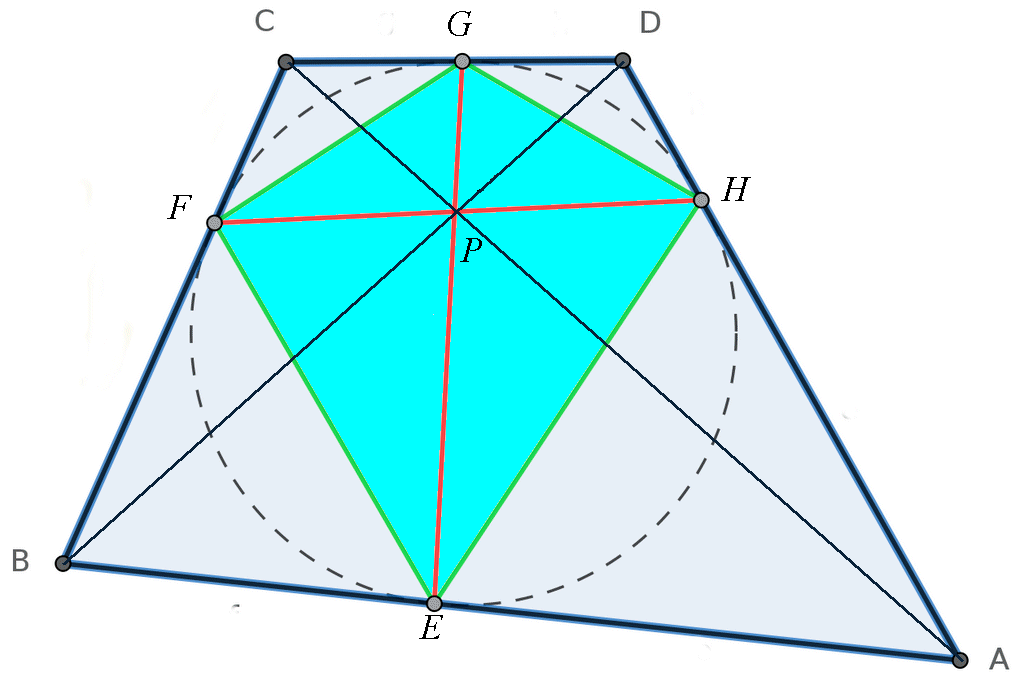

## Diagonales et cordes de contact
Les deux diagonales et les deux cordes de contact sont concourantes. C'est un résultat attribué à Newton.
On peut le démontrer à l'aide du théorème de Brianchon, à savoir qu'un hexagone dont tous les côtés sont tangents à une même conique a trois diagonales reliant les côtés opposés concourantes. À partir du quadrilatère, on forme un hexagone ayant deux angles plats en créant deux nouveaux sommets en deux points de contact opposés ; les six côtés de cet hexagone sont tangents au cercle inscrit, de sorte que ses diagonales sont concourantes. Deux de ces diagonales sont les diagonales du quadrilatère, et la troisième diagonale de l'hexagone passe par les deux points de contact opposés, ce qui prouve que la corde de contact et les deux diagonales sont concourantes. On procède de même avec les deux autres point de contact, ce qui prouve le théorème pour les quatre droites.
On peut aussi démontrer ce théorème directement.
Si les prolongements des côtés opposés d'un quadrilatère circonscriptible se coupent en J et K, et les diagonales se coupent en P, alors (JK) est perpendiculaire au prolongement de (IP) où I est le centre du cercle inscrit.

## Centre du cercle inscrit
Le centre du cercle inscrit au quadrilatère circonscriptible se trouve sur sa droite de Newton (passant par les milieux des diagonales).
Le rapport de deux côtés opposés dans un quadrilatère circonscriptible peut être exprimé en termes de distances entre le centre I et les sommets
{\displaystyle {\frac {AB}{CD}}={\frac {IA\cdot IB}{IC\cdot ID}},\quad \quad {\frac {BC}{DA}}={\frac {IB\cdot IC}{ID\cdot IA}}.}
Le produit de deux côtés adjacents dans un quadrilatère circonscriptible ABCD de centre I vérifie
{\displaystyle AB\cdot BC=IB^{2}+{\frac {IA\cdot IB\cdot IC}{ID}}.}
Si I est le centre du cercle inscrit à un quadrilatère ABCD, alors on a :
{\displaystyle IA\cdot IC+IB\cdot ID={\sqrt {AB\cdot BC\cdot CD\cdot DA}}.}
De plus, le centre du cercle inscrit I dans un quadrilatère ABCD est confondu avec le barycentre du quadrilatère si et seulement si 
{\displaystyle IA\cdot IC=IB\cdot ID.}
Si I est le centre du cercle inscrit à un quadrilatère ABCD et Mp et Mq sont respectivement les milieux des diagonales AC et BD, alors :
{\displaystyle {\frac {IM_{p}}{IM_{q}}}={\frac {IA\cdot IC}{IB\cdot ID}}={\frac {e+g}{f+h}}}
où e, f, g et h sont les distances de contact respectives associées à A, B, C et D. Par corollaire, le centre I se confond avec le barycentre si et seulement si I est le milieu du segment reliant les deux milieux des diagonales.
Si un mécanisme à quatre barres a forme d'un quadrilatère circonscriptible, il restera circonscriptible quel que soit la déformation du mécanisme, tant que le quadrilatère reste convexe. Par exemple, si un carré est déformé en losange, il restera toujours circonscriptible, mais à un cercle inscrit plus petit. Si un côté est maintenu fixe alors que les autres sommets sont déplacés, le centre du cercle cercle inscrit décrit un cercle de rayon {\displaystyle {\sqrt {abcd}}/s} où a,b,c,d sont les côtés et s est le demi-périmètre.

## Caractérisations par les quatre triangles diagonaux

Caractérisation par les rayons de cercles inscrits aux quatre triangles diagonaux

Soit  P le point d'intersection des diagonales d'un quadrilatère convexe ABCD. Les quatre triangles APB, BPC, CPD, DPA formés par les côtés du quadrilatère et les diagonales, et forment une quasi-partition du quadrilatère.
Si r1, r 2, r3 et r4 sont les rayons des cercles inscrits dans ces quatre triangles, le quadrilatère est circonscriptible si et seulement si
{\displaystyle {\frac {1}{r_{1}}}+{\frac {1}{r_{3}}}={\frac {1}{r_{2}}}+{\frac {1}{r_{4}}}.}
De même, soient h1, h2, h3 et h4 les hauteurs respectives des quatre triangles cités précédemment issues de leur sommet commun (l'intersection des diagonales) ; le quadrilatère est tangentiel si et seulement si
{\displaystyle {\frac {1}{h_{1}}}+{\frac {1}{h_{3}}}={\frac {1}{h_{2}}}+{\frac {1}{h_{4}}}.}
On a également une condition avec les rayons des cercles exinscrits aux quatre triangles diagonaux ra, rb, rc et rd dans les quatre mêmes triangles (les cercles étant tangents à un côté du quadrilatère et au prolongement des diagonales.). Le quadrilatère est circonscriptible si et seulement si :
{\displaystyle {\frac {1}{r_{a}}}+{\frac {1}{r_{c}}}={\frac {1}{r_{b}}}+{\frac {1}{r_{d}}}.}
Enfin si R1, R2, R3 et R4 sont respectivement les rayons dans les cercles circonscrits aux triangles APB, BPC, CPD et DPA, le quadrilatère ABCD est circonscriptible si et seulement si
{\displaystyle R_{1}+R_{3}=R_{2}+R_{4}.}
Un corollaire intéressant est que les centres des cercles inscrits dans les quatre triangles diagonaux sont cocycliques si et seulement si le quadrilatère est circonscriptible. Ces quatre points forment alors dans ce cas un quadrilatère inscriptible et orthodiagonal. Le même raisonnement s'applique aux centres des cercles exinscrits dans les triangles extérieurs aux côtés du quadrilatère évoqués précédemment. Ainsi un quadrilatère convexe est circonscriptible si et seulement si les centres de ces quatre cercles exinscrits sont les sommets d'un quadrilatère inscriptible.
Un quadrilatère convexe ABCD, dont les diagonales se coupent en P, est circonscriptible si et seulement si les quatre centres des cercles exinscrits aux triangles APB, BPC, CPD et DPA opposés aux sommets B et D sont cocycliques. Si Ra, Rb, Rc et Rd sont les rayons de ces cercles exinscrits, alors une autre condition nécessaire est suffisante pour que le quadrilatère soit circonscriptible est que :  
{\displaystyle {\frac {1}{R_{a}}}+{\frac {1}{R_{c}}}={\frac {1}{R_{b}}}+{\frac {1}{R_{d}}}}
De plus, un quadrilatère convexe ABCD dont les diagonales se coupent en P est circonscriptible si et seulement si :
{\displaystyle {\frac {a}{\triangle (APB)}}+{\frac {c}{\triangle (CPD)}}={\frac {b}{\triangle (BPC)}}+{\frac {d}{\triangle (DPA)}}}
où ∆(APB ) est l'aire du triangle APB.
Le point P découpe les diagonales en quatre segments. Si l'on note d'une part les longueurs AP = p1 et PC = p2,  et d'autre part BP = q1 et PD = q2. Le quadrilatère est circonscriptible si et seulement si l'une des égalités suivantes est réalisée, : 
{\displaystyle ap_{2}q_{2}+cp_{1}q_{1}=bp_{1}q_{2}+dp_{2}q_{1}}
ou
{\displaystyle {\frac {(p_{1}+q_{1}-a)(p_{2}+q_{2}-c)}{(p_{1}+q_{1}+a)(p_{2}+q_{2}+c)}}={\frac {(p_{2}+q_{1}-b)(p_{1}+q_{2}-d)}{(p_{2}+q_{1}+b)(p_{1}+q_{2}+d)}}}
ou 
{\displaystyle {\frac {(a+p_{1}-q_{1})(c+p_{2}-q_{2})}{(a-p_{1}+q_{1})(c-p_{2}+q_{2})}}={\frac {(b+p_{2}-q_{1})(d+p_{1}-q_{2})}{(b-p_{2}+q_{1})(d-p_{1}+q_{2})}}.}

## Caractérisations des quadrilatères circonscriptibles  particuliers

### Losange
Pour qu'un quadrilatère circonscriptible soit un losange, il faut et suffit que ses angles opposés soient égaux.

### Cerf-volant
Pour qu'un quadrilatère circonscriptible soit un cerf-volant, il faut et suffit que l'une des conditions suivantes soit vraie :
- L'aire est la moitié du produit des diagonales.
- Les diagonales sont perpendiculaires.
- Les deux cordes de tangences sont de même longueur
- Deux côtés opposées ont même distances de contact associées.
- Les bimédianes sont de même longueur.
- Les produits des côtés opposés sont égaux.
- Le centre du cercle inscrit se trouve sur la diagonale, qui est l'axe de symétrie.

### Quadrilatère bicentrique
Si le cercle inscrit est tangent aux côtés AB, BC, CD, DA en W, X, Y, Z respectivement, alors un quadrilatère circonscriptible ABCD est bicentrique si et seulement si l'une des conditions suivantes est vérifiée, : 
- {\displaystyle AW\cdot CY=BW\cdot DY}
- {\displaystyle {\frac {AC}{BD}}={\frac {AW+CY}{BX+DZ}}}

Un quadrilatère bicentrique ABCD : les cordes de tangences sont perpendiculaire

Comme on l'a vu plus haut, un quadrilatère est bicentrique si et seulement si les cordes de contact sont perpendiculaires, c'est-à-dire si [WY}est perpendiculaire à [XZ}. Le quadrilatère de contact d'un quadrilatère bicentrique est donc orthodiagonal.
Un quadrilatère circonscriptible est bicentrique si et seulement si le rayon de son cercle inscrit majore les rayons de tout autre quadrilatère circonscriptible ayant mêmes longueurs de côtés.

### Trapèze
Soient W et Y  les points de contact des côtés [AB} et [CD] d'un quadrilatère circonscriptible ABCD. Le quadrilatère est un trapèze de côtés parallèles [AB} et [CD] si et seulement si
{\displaystyle AW\cdot DY=BW\cdot CY}
et [AB} et [CD] sont les côtés parallèles d'un trapèze si et seulement si
{\displaystyle AW\cdot BW=CY\cdot DY.}